# ジャック・アイヴス
ジャック・D・アイヴス（Jack D. Ives、1931年10月15日 - 2024年9月15日）は、イギリス生まれのカナダの地理学者、山岳環境研究者。コロラド大学ボルダー校、カリフォルニア大学デービス校などの教授を経て、カールトン大学非常勤教授 (Adjunct professor)。

## 経歴
1953年にイングランドのノッティンガム大学でBAを取得した後、1954年に結婚してカナダへ移り住み、1956年にモントリオールの英語大学であるマギル大学でPhDを取得した。
1957年から1960年にかけて、マギル大学地理学科の助手 (Assist. Prof.) を務めた後、エネルギー鉱山資源省（後の天然資源省の前身のひとつ）勤務を経て、1960年からコロラド大学ボルダー校の教員となり、1967年に教授に昇任した。北海道大学教授の渡辺悌二は、この時期の指導学生のひとりである。
1989年にカリフォルニア大学デービス校教授に転じ、1997年まで在籍した。
この間、1978年から2000年にかけて、国連大学の山岳地域の生態系と持続的発展に関するプロジェクト (Project on Mountain Ecology and Sustainable Development) の研究コーディネーターを長く務めて、世界各地の山岳地域でフィールドワークを行い、1992年には、環境と開発に関する国際連合会議（UNCED：リオデジャネイロ）には公式代表団の一員として参加した。
2006年には、山岳地域の地理学への貢献に対して、王立地理学会から金メダル（パトロンズ・メダル）を贈られた。
2007年には、アイスランド政府からファルコン勲章騎士十字章を贈られた。
2024年9月15日に死去。